# Ringsjö OK
Ringsjö OK är en orienteringsklubb i Höör. Den har fått sitt namn efter Ringsjön. Säsongen 2006 arrangerade Ringsjö OK Götalandsmästerskapen i orientering.